# Окланда
Окланда (рум. Oclanda) — село в Молдові у Сороцькому районі. Утворює окрему комуну.
Більшість населення — українці. Згідно з даними перепису населення 2004 року кількість українців 429 осіб (62 %).

## Історія
За даними етнографічної експедиції 1869—1870 років під керівництвом Павла Чубинського, у селі здебільшого проживали українці, населення розмовляло лише українською мовою.